# Capital de giro
O capital de giro é um recurso de rápida renovação (dinheiro, créditos, estoques, etc.) que representa a liquidez da operação disponível para a entidade (negócio, organização ou outra entidade qualquer, incluindo entidades públicas).
É uma ferramenta fundamental para tomada de decisões, pois se refere ao ciclo operacional de uma empresa, englobando desde a aquisição de matéria-prima até a venda e o recebimento dos produtos vendidos.
Assim como o ativo fixo como plantas e equipamentos, o capital de giro é considerado uma parte do capital operacional.

## Fundo de maneio
Fundo de maneio  é a parte dos capitais permanentes que não é absorvida no financiamento do imobilizado líquido e que, consequentemente, vai cobrir (parcial ou totalmente) as necessidades de financiamento do ciclo de exploração. O fundo de maneio corresponde ao montante necessário para uma empresa poder assegurar a sua actividade normal, sendo calculada da seguinte forma: Reserva de Segurança de Tesouraria + crédito concedido + existências – crédito obtido de fornecedores.
Fundo de Maneio é uma margem de segurança constituída por elementos patrimoniais que se transformam com alguma facilidade em disponibilidade (FM=Activo Corrente-Passivo Corrente).
A composição do fundo de maneio está em constante mudança, sendo por isso o fundo de maneio líquido uma medida sumária e útil do activo e do passivo correntes. Um dos pontos fortes da medida do fundo de maneio assenta no facto de não ser afectada pelas variações sazonais ou temporárias dos diversos activos ou passivos correntes. Mas o seu ponto forte é ao mesmo tempo o seu ponto fraco, pois o valor do fundo de maneio oculta muitas informações de interesse, em que estão a ser implícitos activos e passivos de um mesmo modo, com graus diferentes de risco e liquidez.
"Regra de Ouro" subjacente à noção de Fundo de Maneio: os capitais utilizados pela empresa no financiamento dos seus activos devem ter uma maturidade (período disponibilidade) igual ou superior à vida económica destes (período de permanência na empresa).

### Descrição geral
As empresas deverão ter uma reserva de segurança de tesouraria, no qual representa o volume mínimo de disponibilidades necessário para a empresa enfrentar, sem dificuldades, eventuais atrasos nos recebimentos de clientes e/ou eventuais antecipações não previstas dos pagamentos aos fornecedores. Assim, a empresa poderá necessitar de possuir em permanência uma determinada reserva de disponibilidades para evitar potenciais rupturas de tesouraria no decorrer da sua actividade. Naturalmente que a reserva de tesouraria dependerá da política de gestão financeira da empresa. Caso a empresa não possua facilidade de acesso a fundos bancários, deverá manter em permanência uma reserva de tesouraria. Assim, a previsão das necessidades de fundo de maneio torna-se importante pelo facto de qualquer empresa na sua actividade poderem ocorrer lapsos de tempo entre a venda dos seus produtos e a correspondente entrada de dinheiro. Evidentemente que, nem todas as empresas tem o mesmo tipo de necessidades de fundo de maneio, dependendo este do ramo de actividade verificando-se frequentemente a situação de vendas aos clientes a crédito nas empresas de comércio grossista.
Enquanto que o fundo de maneio está relacionado com as questões de política financeira da empresa, as necessidades de fundo de maneio estão relacionadas com as questões de funcionamento e muito ligadas à duração do ciclo de exploração. As necessidades de fundo de maneio da empresa são, portanto, os montantes de fundos que a empresa necessita aplicar para poder financiar a sua actividade, tendo que fazer face ao desfasamento temporal existentes entre as Compras e vendas e as Vendas e recebimentos. Evidentemente, que as necessidades de fundo de maneio variam em função da actividade. Existirão períodos em que o nível de actividade aumenta e, como consequência, aumentam também as necessidades de fundo de maneio, devendo nestes períodos a empresa efectuar um investimento adicional da sua actividade, a empresa poderá prescindir de uma parte das necessidades do fundo de maneio ao dispor da empresa, o que irá equivaler a um desinvestimento.
Os responsáveis pela Gestão das empresas, estão bem conscientes da importância da gestão do fundo de maneio, chegando esta a ser tão importante (ou quase) como a geração de resultados.
A variação (positiva) das necessidades de fundo de maneio resulta numa aplicação de cash flow, ou seja, consome cash. Portanto subidas de clientes ou existências, muitas vezes normais com o aumento da actividade, são ao mesmo tempo negativas por consumirem recursos, ao passo que subidas de fornecedores providenciam recursos (e descidas, consomem-nos por ausência e necessidade de substituição).
A gestão destes aspectos é fulcral na maioria das empresa, na medida em que está em causa a sua solvabilidade, ou seja, a sua capacidade de fazer face aos compromissos normais da execução à medida que eles vão surgindo. Essa gestão deve nomeadamente garantir que a transformação dos seus stocks de existências e as suas dívidas de terceiros se transformam em meios líquidos de tal forma que a empresa tenha sempre meios para satisfazer as dividas entretanto contraídas à medida que estas se vão vencendo. É importante que o grau de liquidez (ou seja, a capacidade de transformação em meios líquidos) do activo circulante seja adequado ao grau de exigibilidade do seu passivo circulante ou de curto prazo.
Uma eficaz gestão do capital circulante garantirá a liquidez da empresa. O capital circulante poderá ser bruto (activo circulante) e líquido (activo circulante – passivo circulante). Como sabemos que o capital circulante funciona no curto prazo, a empresa deverá ter em consideração três situações: Os activos devem ter uma liquidez compatível; o dilema entre liquidez e a rentabilidade e os activos circulantes formam o capital da empresa que circula até ser transformada em dinheiro.Assim, a empresa na gestão do activo circulante de exploração e do passivo circulante de exploração devem ter em atenção quatro regras muito simples:
- Reduzir, no máximo possível, as disponibilidades totais;
- Receber dos clientes o mais rapidamente possível, mas sem prejudicar a rendibilidade, o nível de actividade da empresa e a sua quota de mercado;
- Acelerar, no máximo possível, a rotação dos diversos stocks, mas sem prejuízo dos ritmos normais de aprovisionamentos, produção e comercialização;
- Atrasar, no máximo possível, os pagamentos aos fornecedores correntes, mas sem afectar a rendibilidade e a imagem de crédito da empresa.
- O valor ideal para a determinação de um fundo de maneio ajustado é aquele que permite assegurar a cobertura da parte dos capitais circulantes com características de imobilização que não se encontrem cobertos pelo exigível a curto prazo com características de permanência mas também eventuais contingências como, por exemplo, um atraso nos recebimentos dos clientes, uma quebra no ritmo das vendas.

Como chegar a um fundo de maneio ajustado?
Para se chegar ao fundo de maneio ajustado, primeiramente, devem ser expulsos os chamados stocks "mortos", para assim o ajuste do fundo de maneio ao volume de operações de uma empresa tenha subjacente a necessidade de terem garantidas as condições normais de exploração. O fundo de maneio ajustado ao volume das operações significa, do ponto de vista da gestão dos stocks, certificar o chamado "stock útil ", de modo a atingir o objectivo de garantir a continuidade técnico-económica do ciclo de exploração. É necessário ter também em atenção o saldo médio dos clientes, pois um aumento do prazo de pagamento será precedida de um acréscimo no volume das vendas, no entanto a empresa deve sobretudo comparar apenas se o ganho resultante do acréscimo nas vendas compensa os maiores custos a suportar com o maior crédito concedido aos clientes.
Contudo, é importante mencionar que a definição de limites "ideais" para o fundo de maneio surge de um certo modo danificada pois a sua quantificação, é condicionada por outros factores, entre outros, a duração do ciclo de exploração da empresa, a natureza da actividade, os prazos médios de recebimento e pagamento, o grau de maturidade e/ou desenvolvimento em que se encontra a empresa, o preço dos diferentes factores de produção, a possível ocorrência de situações extraordinárias que influenciem o ciclo de exploração (como por exemplo greves, avarias técnicas, absentismo, conjuntura desfavorável).
Dai se pode concluir que a determinação de um fundo de maneio ajustado tem associado um conjunto de dificuldades, assim têm de ser estudadas ao lado de todos os inconvenientes e desvantagens que possam existir, sempre que a empresa possua um fundo de maneio inadequado, seja ele insuficiente ou excessivo.
Fundo de maneio é a parte dos capitais permanentes que não é absorvida no financiamento do imobilizado líquido e que, consequentemente, vai cobrir (parcial ou totalmente) as necessidades de financiamento do ciclo de exploração. O fundo de maneio corresponde ao montante necessário para uma empresa poder assegurar a sua actividade normal, sendo calculada da seguinte forma: Reserva de Segurança de Tesouraria + crédito concedido + existências – crédito obtido de fornecedores.
A composição do fundo de maneio está em constante mudança, sendo por isso o fundo de maneio liquido uma medida sumária e útil do activo e do passivo correntes.Um dos pontos fortes da medida do fundo de maneio assenta no facto de não ser afectada pelas variações sazonais ou temporárias dos diversos activos ou passivos correntes. Mas o seu ponto forte é ao mesmo tempo o seu ponto fraco,pois o valor do fundo de maneio oculta muitas informações de interesse, em que estão a ser implícitos activos e passivos de um mesmo modo, com graus diferentes de risco e liquidez.
"Regra de Ouro" subjacente à noção de Fundo de Maneio: os capitais utilizados pela empresa no financiamento dos seus activos devem ter uma maturidade (período disponibilidade) igual ou superior à vida económica destes (período de permanência na empresa).
A importância da margem de segurança mínima no fundo de maneio e nas necessidades de fundo de maneio
Ao longo do ciclo de exploração há variações, onde podem existir necessidades máximas e mínimas de fundo de maneio. Procura-se contudo no fundo, inicialmente identificar as necessidades cíclicas mínimas para um limite mínimo de actividade – chamado isso a margem de segurança necessária. De modo a criar bons resultados para a empresa, e consequentemente esta possuir uma maximização do seu valor, é pertinente identificar quais as necessidades cíclicas permanentes que por contra partida se encontra nos recursos cíclicos permanentes, e cuja diferença resultam as necessidades de fundo (NFM) de maneio com carácter permanente (NFMP). Mesmo no livro Carvalho das Neves, refere que as NFM estão associadas às NFMP, decorrentes da actividade mínima do ciclo de exploração, e às NFM com carácter temporário (NFMT), associa-se a sazonalidade e/ou oscilações ou variações no ciclo de exploração. 
Em suma, é necessário garantir um limite mínimo de actividade decorrente da existência de necessidades cíclicas mínimas que representam a forma de investimento com carácter de permanência – margem de segurança mínima.

### Teoria tradicional da análise financeira
De acordo com a teoria tradicional da análise financeira conclui que a empresa estará equilibrada a curto prazo desde que o activo circulante seja superior ao passivo circulante,no qual o capital (ou passivo) circulante representa obrigações que a empresa tem no prazo de um ano e activo circulante representa os direitos de propriedade e créditos que se transformam em dinheiro no prazo de um ano, sendo esta diferença conhecida como Fundo de Maneio patrimonial. No entanto, a conclusão de que o fundo de maneio tem de ser positivo para a empresa estar equilibrada parte de premissas falsas, uma vez que a análise é muito estática, já que parte do princípio de que a actividade da empresa pára, o que contraria o princípio contabilístico da continuidade dos exercícios em que se baseia o balanço.A teoria tradicional da análise financeira concluí que para uma empresa estar equilibrada tem de se verificar o seguinte:
Fundo de maneio = Activo circulante – passivo circulante> 0
Actualmente, a maior parte dos analistas reconhece que o fundo de maneio adequado resulta de diversas variáveis, não sendo exclusivamente dependente de ser ou não positivo, entre as quais se distinguem a natureza e o volume de actividade. No entanto, as análises que se efectuam assentam em alguns princípios orientadores provenientes da teoria tradicional:
-O equilíbrio financeiro está tanto mais assegurado quanto maior for o capital próprio e menor o alheio. E se, o capital alheio estiver a médio e longo prazo, ou seja, a estrutura de endividamento é menor, melhor para a empresa, que diminui o seu grau de exigibilidade;
-Verifica-se tanto mais equilíbrio quanto mais os capitais permanentes cobrirem os imobilizados e outros activos de carácter permanente, induzindo consequentemente à análise do fundo de maneio, da liquidez ou, noutra análise, à cobertura do imobilizado;
-Quanto maior a rendibilidade do capital total em relação ao juro a pagar do capital alheio, tanto melhores as condições de equilíbrio a prazo. Este princípio conduz à análise da rendibilidade e do efeito de alavanca financeira.
Na realidade, a teoria tradicional estabelece que se, a estrutura financeira da empresa se apresentar consistente e se estiver, simultaneamente garantida a rendibilidade em comparação com o custo do capital alheio, a empresa reúne condições de estabilidade.
Uma empresa com uma estrutura financeira equilibrada, função dos diferentes montantes das origens de fundos e aplicações de fundos e em função dos diferentes prazos, ela pode satisfazer todas as dívidas que contraiu, em qualquer altura.

### O Fundo de Maneio Funcional
O fundo de maneio funcional apura-se pela diferença entre os capitais permanentes e o activo fixo, depois de reajustado o balanço. Considerando este conceito, o fundo de maneio funcional assume-se como o saldo dos fluxos acumulados relativos à política geral e à estratégia financeira:
-os capitais permanentes são os recursos estáveis determinados pela política de financiamento, incluindo as operações de capital.
-o activo fixo resulta das aplicações de investimento que são função das decisões de investimento.
Pode afirmar-se que o Fundo de Maneio Funcional, quando é positivo, representa a parte de fundos estáveis que financia o ciclo de exploração. Quando assume valores negativos, significa que, parte dos fundos não estáveis estão a financiar activos fixos, o que assume, por si só, um factor de risco.
Encarando este modelo de análise, as aplicações de investimento coincidem com a noção patrimonial de activo fixo. Os recursos estáveis englobam os capitais próprios e alheios, ou capitais pouco exigíveis, o que não coincide com a noção contabilística de médio prazo, pois podem existir empréstimos a curto pouco exigíveis.
O Fundo de Maneio Funcional pode assim ser um instrumento de avaliação do impacto da estratégia financeira sobre o nível de segurança da empresa. É pois importante não confundir fundo de maneio funcional com patrimonial.
Concluindo e adaptando ao novo Sistema de Normalização Contabilística, na verdade da equação fundamental do balanço da empresa, resultam duas formas de cálculo do Fundo de Maneio (FM):
1 – O excedente do activo corrente (AC) que cobre o passivo corrente (PC): ---> FM = AC – PC
2 – A parcela dos capitais permanentes (CP) que excede o activo não corrente (ANC), sendo que os capitais permanentes são a soma do capital próprio e do passivo não corrente: ---> FM = CP - ANC.

### As necessidades em fundo de maneio. A tesouraria líquida
As necessidades em fundo de maneio (NFM) estão relacionadas às necessidades de financiamento do ciclo de exploração. Essas últimas exigem vários meios financeiros para executar os pagamentos das despesas operacionais, antes de se obter os recebimentos dos clientes: pagamento a fornecedores de matérias-primas, mercadorias e outros materiais, pagamento ao pessoal e pagamento de fornecimentos e serviços externos. O ciclo de exploração está relacionado com o facto de a empresa apresentar ou não sazonalidade. A sobreposição dos ciclos faz com que o financiamento do ciclo tenha carácter permanente; nas actividades sazonais, ao haver uma necessidade de financiamento num ciclo não significa que seja uma necessidade permanente. Assim sendo, as necessidades de fundo de maneio subdividem-se em necessidades estruturais, fruto da actividade normal da empresa, ou temporárias, fruto de factores sazonais ou conjunturais.
Quando o valor das NFM é positivo, representam as necessidades de financiamento do ciclo de exploração; se for negativo representa excedentes financeiros do ciclo de exploração.
O nível das necessidades depende do sector em que a empresa actua, das práticas de gestão do negócio, da tecnologia utilizada, do volume de negócios e da gestão global ao nível do ciclo de exploração:
-Sectores económicos com ciclos longos de exploração têm necessidades de fundo de maneio mais positivas, ao invés de sectores com ciclos de exploração mais reduzidos.
-Os hábitos e costumes na concessão de créditos dentro de um sector, e até de uma economia, são outros condicionantes extremamente importantes para a gestão do ciclo financeiro;
-A tecnologia empregue e a organização podem conduzir a maior ou menor eficiência na produção e gestão de existências, quer em tempo quer em custo;
-O esforço da empresa na obtenção de melhores condições de recebimento e pagamento, bem como na maior eficiência ao nível das compras, produção e distribuição, terá reflexos sobre o volume das necessidades de fundo de maneio.
Por tudo isto, as NFM são um meio de avaliação financeira dos esforços da gestão operacional, sendo que, em termos de cálculo, se definem pelo saldo das contas relativas ao ciclo de exploração tais como compra, produção e distribuição. Resultam da diferença entre as Necessidades Cíclicas e os Recursos Cíclicos.
Compreendem-se por necessidades cíclicas as contas existências, clientes, adiantamentos a fornecedores, Estado e outros entes públicos a receber e outros devedores de exploração. Os recursos cíclicos resultam das contas fornecedores, adiantamentos de clientes, estado e outros entes públicos a pagar e outros credores de exploração.
Para calcular as necessidades de fundo de maneio a partir de dados provenientes do balanço são necessários alguns ajustamentos, entre os quais valores que dependem de decisões financeiras ou estratégicas, ou seja, fora do ciclo de exploração, tais como, instrumentos off-balance sheet, as existências com fim especulativo e o excesso dos débitos e créditos de exploração relativamente ao volume considerado normal. Estes ajustamentos devem ser integrados na tesouraria líquida ou nas aplicações de investimentos, conforme as situações.
A tesouraria líquida resulta da diferença entre o fundo de maneio funcional e as necessidades do fundo de maneio. Investimentos permanentes devem ser financiados por fontes permanentes e investimentos temporários por fontes temporárias. Sabendo que o fundo de maneio funcional diz respeito à parte de fundos permanentes (não incluindo o imobilizado) e como as necessidades em fundo de maneio são investimento de carácter permanente, pode concluir-se que existe equilíbrio financeiro se o fundo de maneio funcional se verificar em quantidade suficiente para financiar as necessidades de fundo de maneio, o que, por consequência implica que a tesouraria líquida não seja negativa.
Pode dizer-se que a tesouraria líquida da empresa não é afectada por decisões financeiras a curto prazo e permite evidenciar a complexidade das relações na tomada de decisão que conduz ao equilíbrio ou desequilíbrio financeiro.
Faz parte integrante da gestão estratégica da empresa a coordenação generalizada dos recursos da empresa, cabendo-lhe a decisão sobre políticas e opções a médio e longo prazo (decisões de investimento e respectivos financiamentos). Por essa forma, ao nível da gestão operacional e financeira esses planos previamente seleccionados devem ser estudados e aconselhada, ou não, a sua execução. Relativamente à área de gestão financeira, no que respeita aos projectos de investimento, deve basear-se em análises económico-financeiras para dar o seu parecer de viabilidade e consequente interesse estratégico da decisão. No que respeita às decisões financeiras, deve estudar as opções mais económicas e de as colocar em execução aquando da sua aprovação. Já os responsáveis pela área operacional podem, quanto aos projectos de investimento, elaborar uma perspectiva de mercado e consequente estudo do mesmo, bem como das tecnologias existentes e que poderão ser colocadas à disposição da empresa, podendo levar a bom termo a sua execução.
As decisões referentes ao fundo de maneio competem à área operacional, sendo o departamento financeiro que deve analisar, aconselhar e controlar essas decisões considerando os impactos que daí podem advir na tesouraria, área que lhe compete gerir.
Pode afirmar-se que a tesouraria líquida fornece informações sobre a situação liquidez e permite mostrar que o equilíbrio financeiro é o resultado da política estratégica, fundo de maneio funcional, e a política de gestão operacional, necessidades de fundo de maneio. É ainda de vital importância, a análise da tesouraria liquida, pois permite medir o risco que a empresa está a assumir e face a este risco, gerir as políticas da mesma.

### Princípio do equilíbrio financeiro e Fundo de Maneio
De acordo com o princípio do equilíbrio financeiro mínimo um activo deve ser financiado com capital de maturidade compatível com a vida económica do activo e respectiva capacidade de gerar fluxos de caixa.
Classifica-se o activo fixo como a única aplicação permanente. No entanto, é conveniente verificar se existem necessidades cíclicas mínimas para um limite mínimo de actividade (necessidades cíclicas permanentes), tendo estas por contrapartida, um recurso cíclico espontâneo (passivo cíclico permanente). A diferença entre aquelas necessidades e aqueles recursos é uma parte do activo económico, ou seja, as necessidades em fundo de maneio com carácter temporário estão associadas às oscilações e variações daquele ciclo de exploração (sazonalidade). Assim sendo, é possível distinguir no activo económico aplicações temporárias e permanentes.
Recorrendo ao princípio em causa, os capitais permanentes financiariam o activo fixo, bem como as necessidades permanentes em fundo de maneio. Por contrapartida, as necessidades temporárias em fundo de maneio deveriam ser financiadas pelo endividamento a curto prazo. Note-se que, desde que existam necessidades de fundo de maneio temporárias, a tesouraria líquida deve assumir valores negativos. Assim acontecerá desde que a tesouraria activa seja inferior à tesouraria passiva passando a evidenciar um endividamento líquido de curto prazo.
O fundo de maneio é utilizado pelos credores para analisar o risco financeiro numa perspectiva de curto prazo, ao longo do tempo deixou de ter importância como indicador de gestão, não quer dizer que se pode ignorar o nível e a natureza da actividade da empresa, rendibilidade e a tesouraria de exploração, factores importantes para o equilíbrio financeiro a curto prazo.
A evolução a curto prazo do auto financiamento e o nível estrutura das aplicações de fundos são muito importantes para a validade da apreciação estática do fundo de maneio, grandes variações destes provocarão problemas de liquidez não detectáveis através da analise do fundo de maneio existente em certo e determinado tempo.

### Estratégias de Financiamento
Se, por um lado, o princípio do equilíbrio financeiro conduz a que se aconselhe que o activo económico permanentes seja financiado pelos capitais permanentes e o activo económico temporário por endividamento líquido a curto prazo, por outro lado, a tomada em consideração de outros factores, como os objectivos globais da empresa, a aversão do decisor ao risco ou a situação e previsão de evolução do meio ambiente económico - financeiro, poderá aconselhar outro princípio de financiamento. Estratégia Ortodoxa: É utilizado, neste tipo de estratégia, o princípio tradicional de que o activo económico de carácter permanente deve ser financiado pelos capitais permanentes (CP=AEP), enquanto os activos temporários devem ser financiados com capitais de curto prazo. Com essa estratégia, a tesouraria líquida será nula na baixa do ciclo de exploração e negativa em qualquer outra altura (TRL≤0). Conclui-se que (TRL≥0) é um indicador de equilíbrio financeiro, mas TRL<0 não é imediatamente sinónimo de desequilíbrio financeiro.
Estratégia Defensiva: É fundamental, em qualquer estratégia financeira, uma adequação entre os momentos de exigibilidade dos passivos e de liquidez dos activos. Dessa forma, face à situação ambiental da empresa, aos objectivos de segurança que esta persegue, ou ainda ao carácter de personalidade dos seus gestores, pode procurar-se uma minimização daquele risco, financiando parte das necessidades temporárias com capitais permanentes. Com essa estratégia, os capitais permanentes são superiores ao activo económico permanente (CP>AEP), resultando, por isso, períodos de excesso de tesouraria (TRL>0) e período de défice da mesma(TRL<0). Nesse caso, tem-se Tesouraria líquida positiva durante todo ciclo de exploração e nula na parte alta do mesmo (TRL≥0).Portanto essa estratégia financeira conduz a que haja períodos de excessos de tesouraria e períodos de défice de modo a rendibilidade dos capitais. 
Estratégia Agressiva: O endividamento a longo prazo é, normalmente, mais oneroso do que o de curto prazo. Há por isso, toda a conveniência, do ponto de vista da rendibilidade, em dar, na estrutura financeira, preferência aos empréstimos de curto prazo. Essa estratégia conduz a que parte dos activos económicos permanentes sejam financiados por endividamento liquido a curto prazo, garantindo - se no mínimo o financiamento do activo fixo com capital permanente, isto é, um fundo de maneio meio positivo. Nessa estratégia, a tesouraria líquida será continuamente negativa (TRL<0), mas os capitais permanentes são suficientes para financiar o activo fixo (CP>AF).Está é uma posição não conservadora e altamente agressiva. 
Estratégia Arriscada: A empresa entra numa zona de risco elevado quando os capitais permanentes são insuficientes para financiar o activo fixo (CP<AF) e, em simultâneo, apresenta tesouraria líquida negativa (TRL<0). Neste caso, a sua capacidade negocial é reduzida e a diversificação de fontes de financiamento praticamente impossível, sendo, pelo contrário, natural uma concentração das mesma face à recusa dos credores em renovar os débitos.

### A relação fundamental da tesouraria
O fundo de maneio é um indicador eminentemente estático e que, analisado de forma isolada apresenta algumas limitações, ou seja, numa perspectiva de análise da situação não deve ser nem insuficiente nem excessivo, mas sim situar-se no nível de fundo de maneio necessário total. Podendo ser apresentado através da fórmula: FMNT=FM, no qual FMNT, significa fundo de maneio necessário total e FM, significa fundo de maneio.
O facto de o fundo de maneio ser excessivo traduz-se na existência de capitais permanentes relativamente exagerados, o que se pode reflectir negativamente na rendibilidade da empresa e positivamente no risco financeiro de curto prazo. Nestas situações considerar-se-á que a empresa tem uma tesouraria superavitária (excedentárias), podendo ser apresentado através da fórmula: FMNT <FM; ao contrário, uma situação de insuficiência do fundo de maneio provavelmente se traduzirá na existência de problemas de tesouraria, risco financeiro elevado, podendo significar uma elevação da rendibilidade, podendo ser apresentado através da fórmula: FMNT> FM
As situações de tesouraria deficitária podem ser crónicas ou conjunturais. As crónicas expressam uma insuficiência de fundo de maneio e pode resultar de vários factores, tais como: políticas de investimentos e de financiamento, fraco ritmo das amortizações anuais que traduzem uma penalização financeira para a empresa, fracos níveis de rendibilidade global que tenham de ser compensados por acréscimo de dívida a curto prazo, excessiva distribuição de dividendos ou elevados níveis de fundo de maneio necessário total, devido a insuficiências estruturais de organização e gestão da empresa ou prática de políticas financeiras inadequadas. As situações conjunturais podem resultar do dinamismo do fundo de maneio necessário total ou da afectação temporária do fundo de maneio, como por exemplo o aumento do crédito concedido num curto espaço de tempo, elevação dos stocks de matérias-primas devido à sazonalidade da actividade da empresa, redução repentina e temporária do prazo médio de pagamento ou diminuição sazonal das vendas e da rendibilidade.
As situações deficitárias ou excedentárias de tesouraria não se identificam com a existência de insuficiências ou excessos de disponibilidades; na verdade, os elementos passivos de tesouraria apresentam um elevado grau de exigibilidade, enquanto os elementos activos de tesouraria se caracterizam por um acentuado grau de liquidez, ou mesmo de disponibilidade.
As situações excedentárias também podem ser crónicas ou conjunturais. As primeiras podem resultar de elevados níveis anuais de auto financiamento, de amortizações excessivas, de políticas de financiamento do capital circulante demasiado conservadoras ou de uma permanente preocupação pela redução do nível do fundo de maneio necessário total.
A relação fundamental da tesouraria permite dessa forma avaliar a situação da tesourai d empresa, reportada a um certo e determinado momento e consiste na diferença entre o fundo de maneio e o fundo de maneio necessário total. Poderá ser apresentada através da fórmula:Tesouraria = Fundo de Maneio – Fundo Maneio Necessário Total
Se utilizarmos os conceitos de capitais permanente e de imobilizado total líquido, a relação fundamental pode traduzir-se na diferença entre capitais permanentes e imobilizado líquido menos o fundo de maneio necessário total. Poderá ser apresentada através da fórmula:Tesouraria = (Capitais permanentes – Imobilizado total liquido) - Fundo Maneio Necessário Total
O equilíbrio estrutural da situação de tesouraria atinge-se quando o fundo de maneio igualar o fundo de maneio total necessário.
Os elementos activos e passivos são integrados no fundo de maneio necessário de exploração (FMN) ou no fundo de maneio necessário, extra-exploração (FMNFE) podem facilmente explicar a natureza do desequilíbrio momentâneo ou estrutural da situação de tesouraria da empresa; efectivamente, a consideração dos elementos activos (EAT) e dos elementos passivos de tesouraria (EPT) permitir-nos-á apresentar da seguinte forma:
Imobilizado total líquido + Fundo Maneio Necessário Total + Elementos activos = Capitais permanentes + Elementos passivos de tesouraria
Quando a tesouraria resultante da diferença entre o fundo de maneio (FM) e necessidades de fundo de maneio (NFM) for negativa a empresa tem necessidades de financiamento e tem de recorrer ao banco. Caso não consiga terá problemas de liquidez que não são conjunturais, mas sim estruturais, indicando desequilíbrio financeiro que levará a problemas financeiros com consequências muito graves para a empresa, conforme referido anteriormente.
O orçamento anual de tesouraria contempla todos os fuxos financeiros previsionais de exloração e extra-exploração, independentemente da sua origem ou destino(ciclos das operações de exploração, das operações de investimentos e das operações financeiras).
O orçamento de tesouraria constitui um instrumento essencial para a gestão financeira a curto prazo da empresa, na medida em que o conhecimento prévio dos fluxos financeiros prováveis possibilita a procura das melhores soluções, daquelas que visam a maximização da tesouraria global ao menor custo e sem originarem desequilíbrios conjunturais ou estruturais de tesouraria.

### Como controlar as necessidades de Fundo Maneio
Existem várias medidas que uma empresa pode tomar, para controlar o crescimento das suas necessidades de fundo de maneio, limitando assim o investimento que tem que fazer nessa área. 
A gestão de crédito(a gestão de contas receber) é uma delas envolvendo cinco passos:
- Estabeleça a duração do período de pagamento e a dimensão de quaisquer descontos para os clientes bons pagadores.
- Decida a forma do contrato com o cliente. Se o credito do seu cliente for um pouco duvidoso solicite-lhe um aceite bancário, ficando o pagamento garantido pelo banco do cliente.
- Controle a capacidade de crédito dos seus clientes. Pode fazê-lo com recursos próprios ou recorrendo a uma agência de crédito especializada na obtenção de informação de crédito de empresas ou de indivíduos. 
- Estabeleça limites de crédito razoáveis. Lembre-se de que o seu objectivo não é minimizar o crédito mal parado, é a maximização dos lucros. Lembre-se também de não ser pouco ambicioso no reconhecimento do lucro esperado. Pode valer a pena aceitar clientes potencialmente problemáticos se houver possibilidade de eles se virem a tornar clientes regulares e confiáveis.
- Cobre. Tem de ser resoluto para os clientes verdadeiramente maus, mas não vá querer ofender bons clientes ao escrever-lhes cartas com exigências só porque os correios atrasaram entrega do cheque.

### Fundo de maneio insuficiente
Inconvenientes
A existência de uma situação de desequilíbrio financeiro ou tesouraria deficitária pode ter origem em situações diversas, como por exemplo, no crescimento da rubrica de clientes, no crescimento do saldo das existências, de um aumento do volume de produção não compensado pelo crescimento registado pelas vendas, na redução do crédito obtido dos fornecedores na redução dos capitais próprios; qualquer uma destas situações dará origem a um Fundo de Maneio deficitário e repercutir-se-á, necessariamente, pela negativa, nos resultados da empresa, num aumento dos custos de financiamento, provocando sucessivas e crescentes pressões sobre a tesouraria e tornando a empresa muito dependente dos seus credores de curto prazo. O peso exagerado dos créditos, decorrentes de um Fundo de maneio insuficiente, faz com que a estrutura financeira da empresa esteja permanentemente sob pressão, dando lugar a incumprimentos das responsabilidades assumidas. Isto é, a inexistência de um Fundo de Maneio adequado à dimensão do ciclo de exploração da empresa configura uma situação de tesouraria líquida negativa ou de orçamento de tesouraria deficitário que levam a atrasar pagamentos e a não cumprir com obrigações assumidas perante credores, à diminuição dos proveitos operacionais.
Solução
Uma situação de desequilíbrio financeiro de curto prazo não traduz, necessariamente, uma situação de fracasso empresarial. Na verdade, o desequilíbrio financeiro pode ser resultante de uma estrutura de financiamento desadequada. Nesta conformidade sempre que a empresa se confronte com uma situação de FM insuficiente, decorrente de um desequilíbrio financeiro e não de uma situação de insolvência empresarial, poderá proceder à sua reposição através do aumento dos capitais próprios através de um aumento do capital social e alterando ao nível da política de financiamento, procurando aumentar o peso dos capitais de longo prazo.

### Fundo de Maneio Excessivo
Inconvenientes
Quando uma empresa apresenta um Fundo de Maneio excessivo, superior àquele que lhe é exigido pelas suas condições normais de funcionalidade, está em presença de um excesso de segurança, o que será o mesmo que dizer que a empresa gera liquidez a um ritmo superior ao da regularidade das suas exigibilidades, está na presença de capitais que não estão a ser aproveitados quer porque se incorreu em financiamentos desnecessários e, consequentemente, se está a suportar, erradamente, o custo desse financiamento. Como qualquer investimento implica um financiamento, sempre que a empresa tenha um excesso de meios líquidos está em presença de um mau investimento porque é traduzido numa diminuição da taxa de rentabilidade.
Solução
O excedente do Fundo de Maneio deve ser solucionado através da distribuição de dividendos em montantes mais elevados, deve-se proceder à liquidação antecipada de financiamento de médio e longo prazo, à aquisição de bens de reserva ou fruição, da aquisição de equipamentos produtivos ou outros com recurso a financiamentos de curto prazo que contribua para reduzir a diferença entre os capitais permanentes e os activos fixos ou entre o activo circulante e o exigível a curto prazo.

## Capital de giro
O Capital de giro (CDG) é o recurso utilizado para sustentar as operações do dia-a-dia da empresa, ou seja, é o capital disponível para condução normal dos negócios da empresa. Ele necessita de recursos para seu financiamento, ou seja, quanto maior for seu valor, maior a necessidade de financiamento, seja com recursos próprios, seja com recursos de terceiros.
Um ponto importante da administração eficiente do capital de giro é seu impacto no fluxo de caixa da empresa. O volume de capital de giro utilizado por uma empresa depende de seu volume de venda, política de crédito e do nível de estoque mantido.
As dificuldades relativas ao CDG numa empresa são devidas, principalmente, à ocorrência dos seguintes fatores:
- Redução de vendas
- Crescimento da inadimplência
- Aumento das despesas financeiras
- Aumento de custos
- Desperdícios de natureza operacional

O CDG também é um conceito econômico-financeiro e não uma definição legal, constituindo uma fonte de fundos permanente utilizada para financiar a ‘Necessidade de Capital de Giro’.

### Capital de giro líquido
O Capital de giro líquido (CGL) é um indicador de liquidez utilizado pelas empresas para refletir a capacidade de gerenciar as relações com fornecedores e clientes.
O CGL é calculado subtraindo o passivo circulante (PC) do ativo circulante (AC) .
CGL = AC − PC
- Ativo Circulante: representa os recursos disponíveis a curto prazo (caixa, bancos, aplicações financeiras, contas a receber, estoques etc)
- Passivo Circulante: representa os financiamentos a curto prazo da empresa (fornecedores, contas a pagar, empréstimos etc.)

O objetivo da administração financeira é gerenciar os bens da empresa de forma a se encontrar o equilíbrio entre lucratividade e risco de forma a aumentar o valor da empresa.
- CGL positivo: Neste caso, identificamos que a empresa esta com Superávit de capital de giro.
- CGL negativo: Neste caso, identificamos que a empresa esta com deficiência em seu capital de giro, significando que parte de seu ativo não circulante (permanente)  esta sendo financiada com seus passivos a curto prazo, denotando um quadro de risco.

Quanto maior for o CGL da empresa, menor será seu risco de insolvência, porém, um CGL muito alto significa que expressivos fundos de longo prazo estão financiando parte dos ativos circulantes, como os custos destes recursos são sempre mais elevados, isto pode se tornar um problema financeiro para a instituição.

### Necessidade de Capital de Giro
A Necessidade de Capital de Giro (NCG) tem uma grande importância pelo fato de fornecer informações das atividades operacionais, decisões tomadas pela alta gerência e a forma de financiamento das aplicações de recursos.
O NCG esta diretamente ligado ao ciclo de caixa da empresa. Quando o ciclo de caixa é longo, a necessidade de capital de giro é maior e vice-versa. Assim, a redução do ciclo de caixa - em resumo, significa receber mais cedo e pagar mais tarde - deve ser uma meta da administração financeira. Entretanto, a redução do ciclo de caixa requer a adoção de medidas de natureza operacional, envolvendo o encurtamento dos prazos de estocagem, produção, operação e vendas.
O correto dimensionamento da necessidade de capital de giro a ser investido no negócio é um dos maiores desafios do administrador financeiro. Elevado volume de capital de giro irá desviar recursos financeiros que poderiam ser aplicados nos ativos permanentes da empresa. Todavia, capital de giro muito reduzido restringirá a capacidade de operação e de vendas da empresa. A necessidade de capital de giro pode ser estimada de dois modos:
- com base no ciclo financeiro ou
- com utilização dos demonstrativos contábeis (balanço patrimonial)

#### Exemplo
Um mercado consumidor absorve, mensalmente, o valor de R$ 100 mil em um determinado produto. Uma empresa “XYZ Ltda” compra este produto mensalmente ao preço de custo de R$ 50 mil e as revende por R$ 100 mil. Com o lucro de R$ 50 mil a empresa readquire novas peças pelo mesmo preço de custo e as revende pelo mesmo preço de revenda. Caso este seja um mundo ideal sem variações, o capital de giro desta empresa será de R$ 50 mil.

## Análise dinâmica do capital de giro
O professor e pesquisador francês Michel Fleuriet introduziu na década de 1970 um novo modelo de análise do capital de giro, o qual ficou associado ao seu nome, o modelo Fleuriet, sendo também conhecido como Análise Dinâmica do Capital de Giro . Inicialmente, o modelo propõe uma nova classificação gerencial para as contas de ativo e passivo circulante, segundo sua natureza financeira ou operacional, sendo essa segregação essencial para o processo de avaliação das necessidades de capital de giro. O ativo (passivo) circulante se subdivide em Ativos Circulante Cíclico (Passivo Circulante Cíclico) e Ativo Circulante Errático (Passivo Circulante Errático) . O Ativo (Passivo) Cíclico é composto pelas contas relacionadas às atividades operacionais da empresa, sendo influenciados pelo volume de negócios ou por características das fases do ciclo operacional. O Ativo Cíclico é composto pelas contas como estoques, duplicatas a receber e provisão para créditos de liquidação duvidosa, com as características das fases do ciclo operacional, como prazos de estocagem ou política de prazos de venda. Da mesma forma, o Passivo Cíclico é formado pelas obrigações de curto prazo da empresa, diretamente identificáveis com seu ciclo operacional (fornecedores, salários e encargos e impostos e taxas).